# Атлантична океанографічна і метеорологічна лабораторія
Атлантична океанографічна і метеорологічна лабораторія (англ. Atlantic Oceanographic and Meteorological Laboratory, AOML) — лабораторія Офісу океанічних і атмосферних досліджень (OAR) Національного управління океанічних і атмосферних досліджень (NOAA), розташована на острові Вірджинія-Кі в Маямі, Флорида. Лабораторія проводить фундаментальні дослідження в області океанографії, тропічної метеорології атмосферної та океанічної хімії та акустики.